# Ari Leifsson
Ari Leifsson (19 aprile 1998) è un calciatore islandese, difensore del Kolding IF.

## Caratteristiche tecniche
È un difensore centrale.

## Carriera

### Club
Cresciuto nel settore giovanile del Fylkir, ha esordito in prima squadra il 20 settembre 2015 disputando l'incontro di Úrvalsdeild vinto 3-1 contro il Leiknir.
Il 2 marzo 2020 è stato ingaggiato ufficialmente dai norvegesi dello Strømsgodset, a cui si è legato con un contratto quadriennale: ha scelto di vestire la maglia numero 2.

### Nazionale
Il 20 gennaio 2020 ha esordito con la nazionale islandese disputando l'amichevole vinta 1-0 contro El Salvador.
Nel 2021 ha partecipato agli Europei Under-21.

## Statistiche
Statistiche aggiornate al 20 gennaio 2020.

### Presenze e reti nei club
| Stagione        | Squadra         | Campionato      | Campionato | Campionato | Coppe nazionali | Coppe nazionali | Coppe nazionali | Coppe continentali | Coppe continentali | Coppe continentali | Altre coppe | Altre coppe | Altre coppe | Totale | Totale | Totale |
| Stagione        | Squadra         | Comp            | Pres       | Reti       | Comp            | Pres            | Reti            | Comp               | Pres               | Reti               | Comp        | Pres        | Reti        | Pres   | Reti   |        |
| --------------- | --------------- | --------------- | ---------- | ---------- | --------------- | --------------- | --------------- | ------------------ | ------------------ | ------------------ | ----------- | ----------- | ----------- | ------ | ------ | ------ |
| 2015            | Fylkir          | UD              | 2          | 0          | CI+CdL          | 0               | 0               |                    | -                  | -                  |             | -           | -           | 2      | 0      |        |
| 2016            | Fylkir          | UD              | 0          | 0          | CI+CdL          | 1+1             | 0               |                    | -                  | -                  |             | -           | -           | 2      | 0      |        |
| 2017            | Fylkir          | 1D              | 9          | 0          | CI+CdL          | 3+5             | 0               |                    | -                  | -                  |             | -           | -           | 17     | 0      |        |
| 2018            | Fylkir          | UD              | 22         | 0          | CI+CdL          | 1+1             | 0               |                    | -                  | -                  |             | -           | -           | 24     | 0      |        |
| 2019            | Fylkir          | UD              | 22         | 0          | CI+CdL          | 1+4             | 0               |                    | -                  | -                  |             | -           | -           | 27     | 0      |        |
| 2020            | Strømsgodset    | ES              | 0          | 0          | CN              | 0               | 0               |                    | -                  | -                  |             | -           | -           | 0      | 0      |        |
| Totale carriera | Totale carriera | Totale carriera | 55         | 0          |                 | 17              | 0               |                    | -                  | -                  |             | -           | -           | 72     | 0      |        |

### Cronologia presenze e reti in nazionale
| Cronologia completa delle presenze e delle reti in nazionale ― Islanda | Cronologia completa delle presenze e delle reti in nazionale ― Islanda | Cronologia completa delle presenze e delle reti in nazionale ― Islanda | Cronologia completa delle presenze e delle reti in nazionale ― Islanda | Cronologia completa delle presenze e delle reti in nazionale ― Islanda | Cronologia completa delle presenze e delle reti in nazionale ― Islanda | Cronologia completa delle presenze e delle reti in nazionale ― Islanda | Cronologia completa delle presenze e delle reti in nazionale ― Islanda |
| Data                                                                   | Città                                                                  | In casa                                                                | Risultato                                                              | Ospiti                                                                 | Competizione                                                           | Reti                                                                   | Note                                                                   |
| ---------------------------------------------------------------------- | ---------------------------------------------------------------------- | ---------------------------------------------------------------------- | ---------------------------------------------------------------------- | ---------------------------------------------------------------------- | ---------------------------------------------------------------------- | ---------------------------------------------------------------------- | ---------------------------------------------------------------------- |
| 20-1-2020                                                              | Carson                                                                 | Islanda                                                                | 1 – 0                                                                  | El Salvador                                                            | Amichevole                                                             | -                                                                      |                                                                        |
| 12-1-2022                                                              | Kadriye                                                                | Islanda                                                                | 1 – 1                                                                  | Uganda                                                                 | Amichevole                                                             | -                                                                      | 31’                                                                    |
| 15-1-2022                                                              | Aksu                                                                   | Islanda                                                                | 1 – 5                                                                  | Corea del Sud                                                          | Amichevole                                                             | -                                                                      | 46’                                                                    |
| 9-6-2022                                                               | Serravalle                                                             | San Marino                                                             | 0 – 1                                                                  | Islanda                                                                | Amichevole                                                             | -                                                                      |                                                                        |
| Totale                                                                 |                                                                        | Presenze                                                               | 4                                                                      |                                                                        | Reti                                                                   | 0                                                                      |                                                                        |

## Palmarès
- Campionato islandese di seconda divisione: 1

Fylkir: 2017